# Bartenheim
Bartenheim (prononcer [baʁtənaim]  ; en alsacien, Bàrtana) est une commune française située dans la circonscription administrative du Haut-Rhin et, depuis le 1er janvier 2021, dans le territoire de la Collectivité européenne d'Alsace, en région Grand Est.
Cette commune se trouve dans la région historique et culturelle d'Alsace.
Ses habitants sont appelés les Bartenheimois et les Bartenheimoises.

## Géographie

### Localisation
À 20 minutes de Mulhouse par l'autoroute A35 et 5 minutes de Saint-Louis, la commune est située non loin de la frontière de la Suisse et de celle de l'Allemagne où chaque jour des milliers de frontaliers vont travailler.
| Uffheim    | Sierentz   | Kembs       |
| Brinckheim | Bartenheim | Rosenau     |
|            | Blotzheim  | Saint-Louis |

### Hydrographie

#### Réseau hydrographique
La commune est dans le bassin versant du Rhin au sein du bassin Rhin-Meuse. Elle est drainée par le canal de Neuf-Brisach, le ruisseau Alte-Bach, le ruisseau l'Augraben, le Lutterbach, le Muehlgraben et la Fosse le Wurmbach,,.
Le canal de Neuf-Brisach, d'une longueur de 35 km, est un canal, chenal non navigable qui relie la commune de Biesheim à Kunheim, où il se jette dans le canal du Rhône au Rhin.
Le Alte Bach, d'une longueur de 13 km, prend sa source dans la commune de Michelbach-le-Haut et se jette  dans 0 sur la commune, après avoir traversé six communes.
L'Augraben, d'une longueur de 23 km, prend sa source dans la commune de Hagenthal-le-Haut et se jette  dans le Grand canal d'Alsace à Kembs, après avoir traversé sept communes.

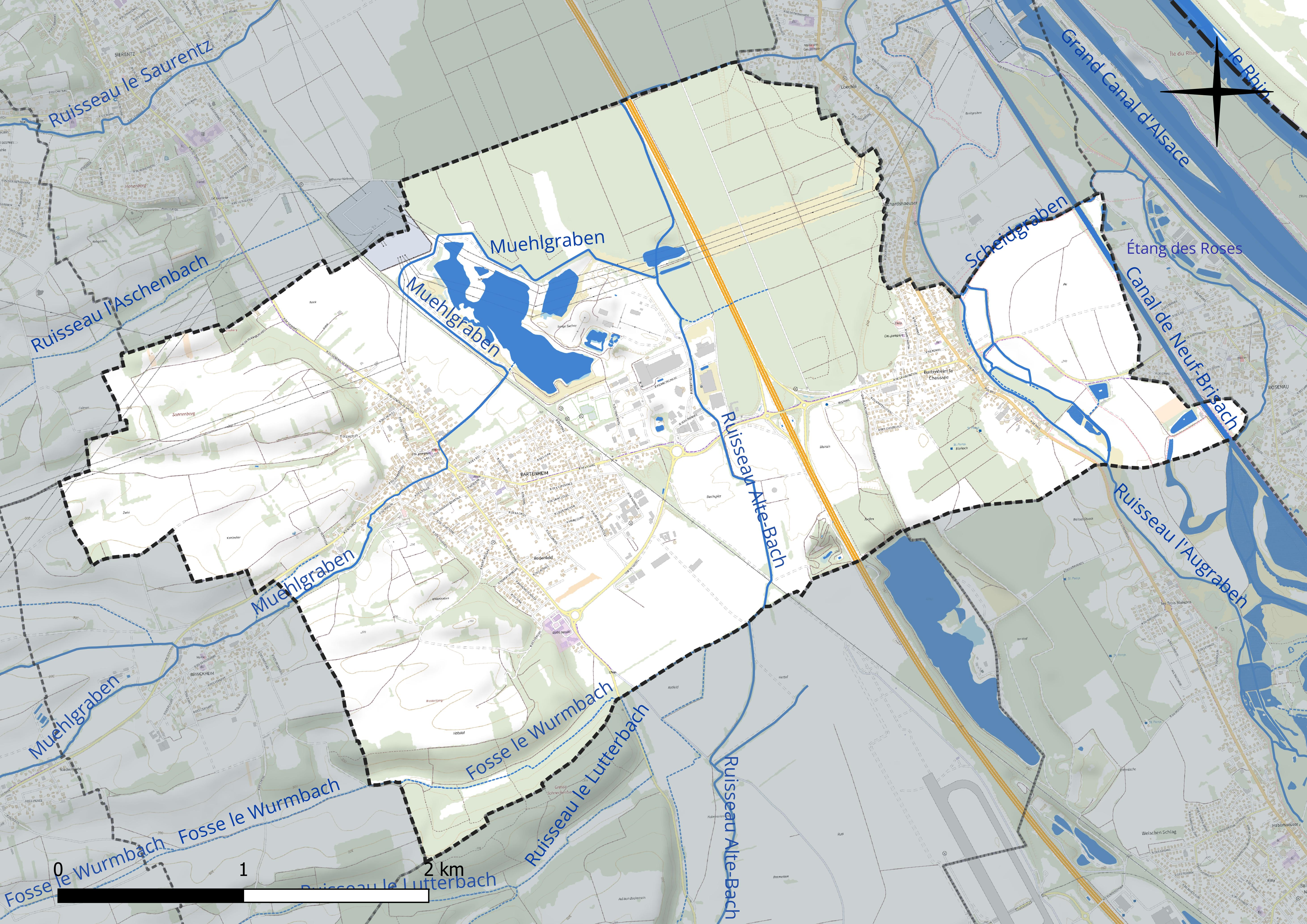
Réseau hydrographique de Bartenheim.

#### Gestion et qualité des eaux
Le territoire communal est couvert par le schéma d'aménagement et de gestion des eaux (SAGE) « Ill Nappe Rhin ». Ce document de planification concerne la nappe phréatique rhénane, les cours d'eau de la plaine d'Alsace et du piémont oriental du Sundgau, les canaux situés entre l'Ill et le Rhin et les zones humides de la plaine d'Alsace. Le périmètre s’étend sur 3 596 km2. Il a été approuvé le 17 janvier 2005. La structure porteuse de l'élaboration et de la mise en œuvre est la région Grand Est.
La qualité des cours d’eau peut être consultée sur un site dédié géré par les agences de l’eau et l’Agence française pour la biodiversité.

### Climat
Pour des articles plus généraux, voir Climat du Grand Est et Climat du Haut-Rhin.
En 2010, le climat de la commune est de type climat océanique altéré, selon une étude du Centre national de la recherche scientifique s'appuyant sur une série de données couvrant la période 1971-2000. En 2020, Météo-France publie une typologie des climats de la France métropolitaine dans laquelle la commune est exposée à un climat semi-continental et est dans la région climatique  Alsace, caractérisée par une pluviométrie faible, particulièrement en automne et en hiver, un été chaud et bien ensoleillé, une humidité de l’air basse au printemps et en été, des vents faibles et des brouillards fréquents en automne (25 à 30 jours).
Pour la période 1971-2000, la température annuelle moyenne est de 10,3 °C, avec une amplitude thermique annuelle de 17,6 °C. Le cumul annuel moyen de précipitations est de 623 mm, avec 8 jours de précipitations en janvier et 9,2 jours en juillet. Pour la période 1991-2020, la température moyenne annuelle observée sur la station météorologique de Météo-France la plus proche, « Bâle-Mulhouse », sur la commune de Saint-Louis à 9 km à vol d'oiseau, est de 11,1 °C et le cumul annuel moyen de précipitations est de 764,3 mm. 
La température maximale relevée sur cette station est de 39,1 °C, atteinte le 13 août 2003 ; la température minimale est de −23,5 °C, atteinte le 6 janvier 1985,,.
Les paramètres climatiques de la commune ont été estimés pour le milieu du siècle (2041-2070) selon différents scénarios d'émission de gaz à effet de serre à partir des nouvelles projections climatiques de référence DRIAS-2020. Ils sont consultables sur un site dédié publié par Météo-France en novembre 2022.

## Urbanisme

### Typologie
Au 1er janvier 2024, Bartenheim est catégorisée petite ville, selon la nouvelle grille communale de densité à sept niveaux définie par l'Insee en 2022.
Elle appartient à l'unité urbaine de Kembs, une agglomération intra-départementale regroupant deux  communes, dont elle est une commune de la banlieue,,. Par ailleurs la commune fait partie de l'aire d'attraction de Bâle - Saint-Louis (partie française), dont elle est une commune de la couronne,. Cette aire, qui regroupe 94 communes, est catégorisée dans les aires de 200 000 à moins de 700 000 habitants,.

### Occupation des sols
L'occupation des sols de la commune, telle qu'elle ressort de la base de données européenne d’occupation biophysique des sols Corine Land Cover (CLC), est marquée par l'importance des territoires agricoles (48,8 % en 2018), en diminution par rapport à 1990 (59,4 %). La répartition détaillée en 2018 est la suivante : 
zones agricoles hétérogènes (33,1 %), forêts (27,7 %), terres arables (15,7 %), zones urbanisées (11,6 %), eaux continentales (4 %), zones industrielles ou commerciales et réseaux de communication (3,2 %), mines, décharges et chantiers (2,3 %), milieux à végétation arbustive et/ou herbacée (2,2 %). L'évolution de l’occupation des sols de la commune et de ses infrastructures peut être observée sur les différentes représentations cartographiques du territoire : la carte de Cassini (XVIIIe siècle), la carte d'état-major (1820-1866) et les cartes ou photos aériennes de l'IGN pour la période actuelle (1950 à aujourd'hui).

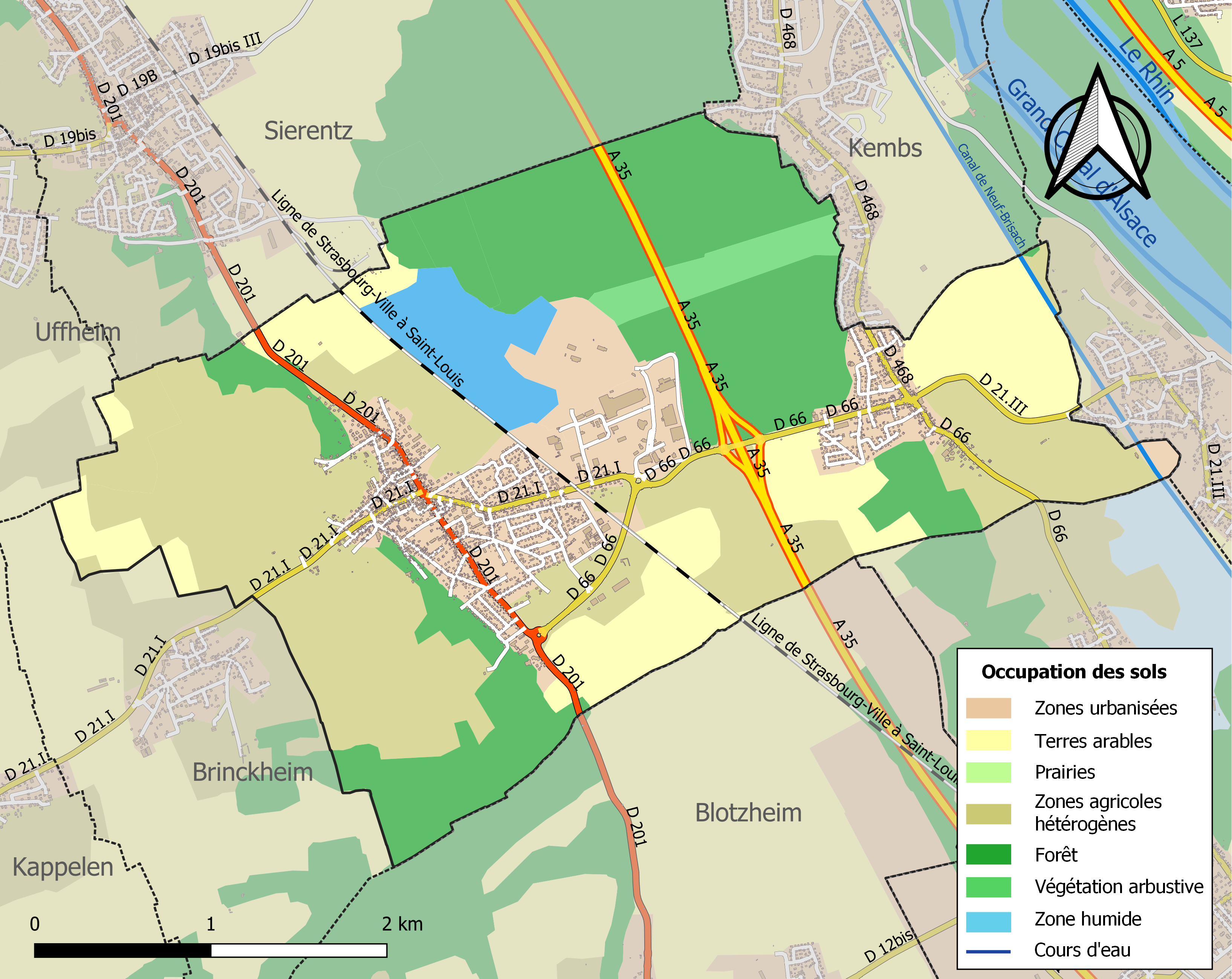
Carte des infrastructures et de l'occupation des sols de la commune en 2018 (CLC).

## Histoire
Jusqu'à son passage à la France en 1648, elle était habsbourgeoise. Le chapitre de la cathédrale de Bâle y possédait un Dinghof. Pendant un certain temps, une partie du village appartenait aux seigneurs de Landenberg, originaires de Suisse. Au 19e siècle, le tissage de rubans de soie à domicile joua un rôle important.
De 1871 à la fin de la Première Guerre mondiale , Bartenheim faisait partie de l'Empire allemand en tant que partie du Reichsland Elsaß-Lothringen et était rattaché à l'arrondissement de Mulhouse dans le district de Haute-Alsace. Le grand espace libre au centre du village est dû aux dommages de guerre de la Seconde Guerre mondiale .

## Politique et administration

### Découpage territorial
La commune de Bartenheim est membre de l'intercommunalité Saint-Louis Agglomération, un établissement public de coopération intercommunale (EPCI) à fiscalité propre créé le 9 juin 2016 dont le siège est à Saint-Louis. Ce dernier est par ailleurs membre d'autres groupements intercommunaux.
Sur le plan administratif, elle est rattachée à l'arrondissement de Mulhouse, à la circonscription administrative de l'État du Haut-Rhin, en tant que circonscription administrative de l'État, et à la région Grand Est.
Sur le plan électoral, elle dépendait jusqu'en 2020 du  canton de Brunstatt-Didenheim pour l'élection des conseillers départementaux au sein du conseil départemental du Haut-Rhin. Depuis le 1er janvier 2021, elle dépend du même canton pour l'élection des conseillers d'Alsace au sein de la collectivité européenne d'Alsace.

### Jumelages
- Bascons (France), en souvenir des civils alsaciens qui ont trouvé refuge dans le village landais au début de la Seconde Guerre mondiale.

## Équipements et services publics
Le village comporte trois écoles, l'école maternelle Les lilas, l'école primaire Charles Péguy et l'école primaire Victor Hugo, complétées par un accueil périscolaire Les Robinsons et un multiaccueil Les Confettis.
Le village abrite des commerces : salon de coiffure, boucherie, bar tabac, droguerie, restaurants, garages. Bartenheim comporte également un espace réservé aux sports (football, gymnastique, basket...) : l'espace 2000 - et un complexe de discothèque, le Palace Loisirs, situé à 5 minutes de la sortie de l'autoroute A35. Depuis mai 2022, Bartenheim dispose d'un parc de loisirs aquatiques, le East Park.
La commune comporte deux agglomérations, Bartenheim-Village et Bartenheim-la-Chaussée, séparées par l'A35 et la voie de chemin de fer. Une étude est en cours[Quand ?] pour assurer une meilleure liaison entre les deux centres d'habitat[source secondaire souhaitée]. Bartenheim-la-Chaussée offre à ses riverains quelques commerces dont un restaurant traditionnel, une agence immobilière, un magasin de meubles, une boulangerie et un fleuriste.

## Population et société

### Démographie
L'évolution du nombre d'habitants est connue à travers les recensements de la population effectués dans la commune depuis 1793. Pour les communes de moins de 10 000 habitants, une enquête de recensement portant sur toute la population est réalisée tous les cinq ans, les populations de référence des années intermédiaires étant quant à elles estimées par interpolation ou extrapolation. Pour la commune, le premier recensement exhaustif entrant dans le cadre du nouveau dispositif a été réalisé en 2005.

En 2022, la commune comptait 4 135 habitants, en évolution de +8,93 % par rapport à 2016 (Haut-Rhin : +0,66 %, France hors Mayotte : +2,11 %).
| 1793  | 1800  | 1806  | 1821  | 1831  | 1836  | 1841  | 1846  | 1851  |
| ----- | ----- | ----- | ----- | ----- | ----- | ----- | ----- | ----- |
| 1 040 | 1 130 | 1 501 | 1 289 | 1 560 | 1 891 | 1 937 | 2 057 | 2 010 |

| 1856  | 1861  | 1866  | 1871  | 1875  | 1880  | 1885  | 1890  | 1895  |
| ----- | ----- | ----- | ----- | ----- | ----- | ----- | ----- | ----- |
| 1 926 | 1 947 | 1 892 | 1 880 | 1 816 | 1 952 | 1 844 | 1 776 | 1 690 |

| 1900  | 1905  | 1910  | 1921  | 1926  | 1931  | 1936  | 1946  | 1954  |
| ----- | ----- | ----- | ----- | ----- | ----- | ----- | ----- | ----- |
| 1 693 | 1 800 | 1 829 | 1 738 | 1 822 | 1 918 | 1 864 | 1 761 | 1 907 |

| 1962  | 1968  | 1975  | 1982  | 1990  | 1999  | 2005  | 2006  | 2010  |
| ----- | ----- | ----- | ----- | ----- | ----- | ----- | ----- | ----- |
| 1 944 | 2 022 | 2 413 | 2 452 | 2 483 | 2 913 | 3 452 | 3 437 | 3 656 |

| 2015  | 2020  | 2022  | - | - | - | - | - | - |
| ----- | ----- | ----- | - | - | - | - | - | - |
| 3 848 | 4 062 | 4 135 | - | - | - | - | - | - |

## Culture locale et patrimoine

### Lieux et monuments

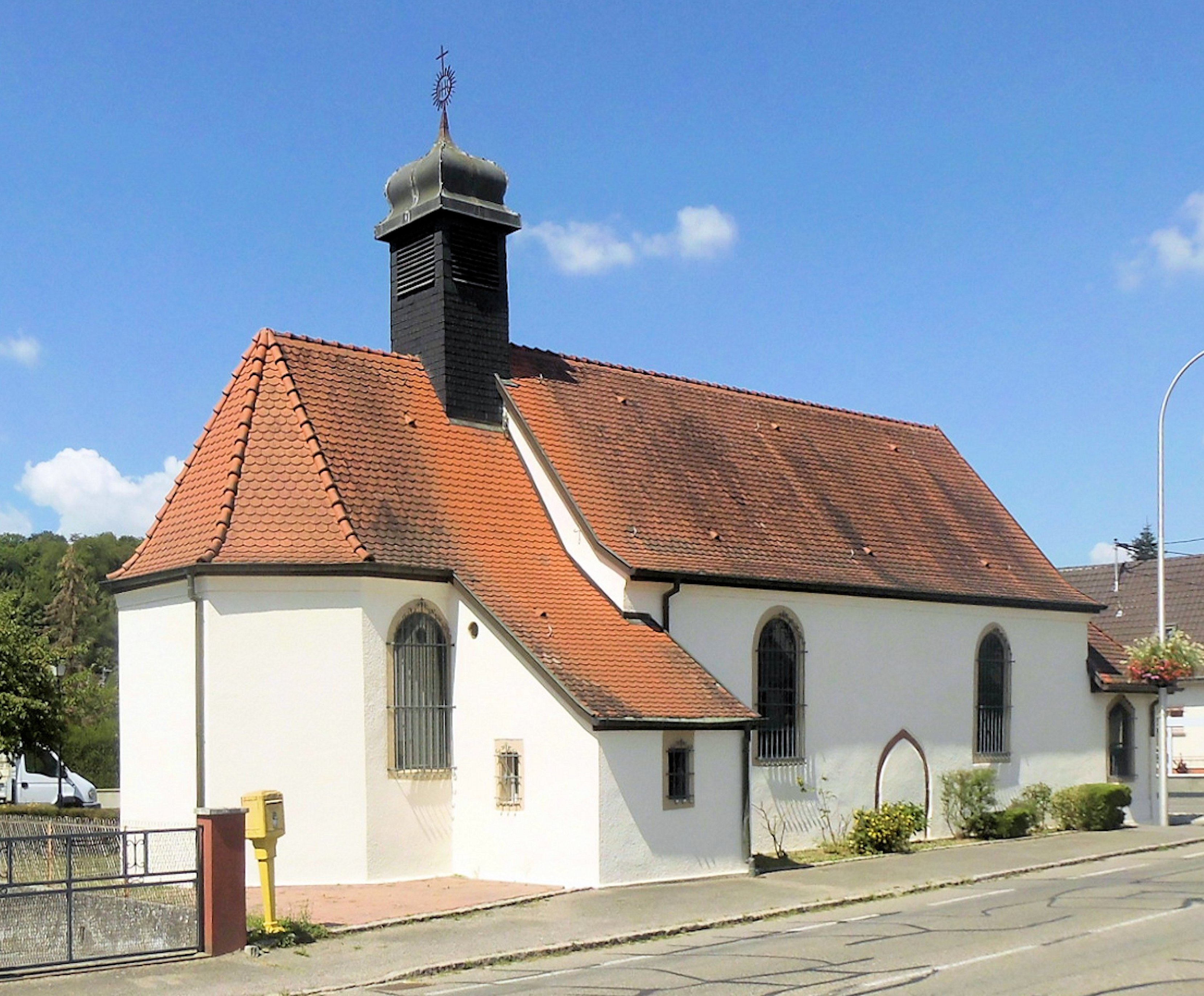
La chapelle Saint-Nicolas.

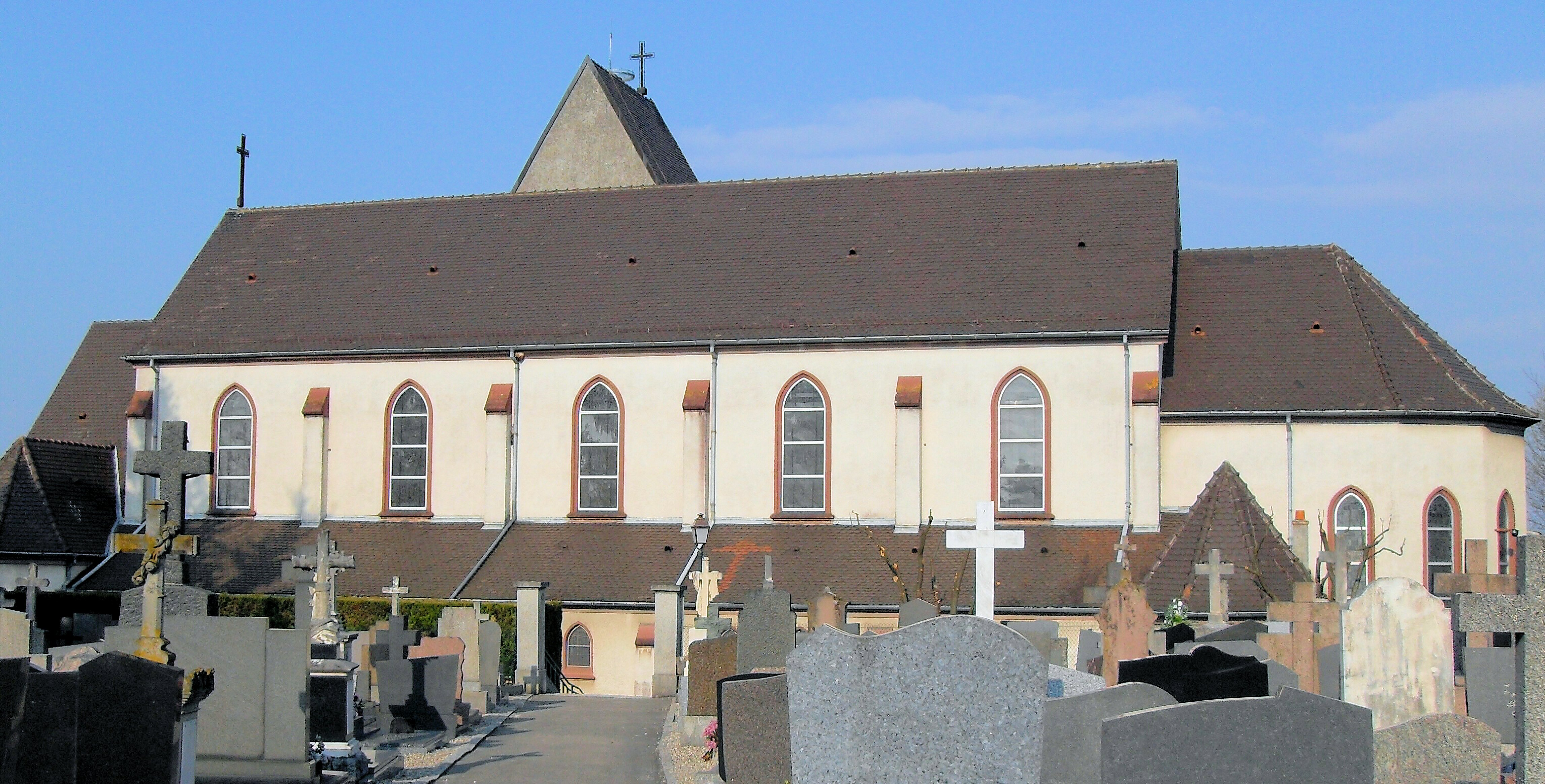
L'église Saint-Georges.

- Réserve naturelle de la petite Camargue alsacienne.

La commune abrite plusieurs monuments religieux, tous liés au culte catholique :
- La chapelle Saint-Nicolas, classée monument historique a été construite au XVe siècle puis profondément remaniée au XVIIe siècle, après la guerre de 30 ans[32]. Elle abrite un autel, des retables et un Christ en croix de style baroque. Sa rénovation a débuté en 2007 (peinture intérieure, électricité et installation de grilles de sécurité). En 2015, une opération de collecte de fonds sur le net a été lancée pour rénover l'ornementation[33].
- La Chapelle Notre Dame-des-champs aurait été construite en 1802 à la suite de l'assassinat d'un charretier par un chasseur[34].
- L'église Saint-Georges de style gothique (XIIIe siècle), remaniée au XIXe siècle, époque à laquelle on ajouta un beffroi et une horloge[35]. Cette église fut en grande partie détruite en 1934, lors d'un incendie, et reconstruite en 1939. Il fallut toutefois attendre l'après-guerre pour qu'elle soit à nouveau dotée d'un orgue, réalisé par le facteur d'orgues strasbourgeois Georges Schwenkedel[36].

### Personnalités liées à la commune
- Élise Fischer (1948-2023), femme de lettres, romancière, journaliste et critique littéraire française y a vécu.

### Héraldique
| Blason de Bartenheim | Les armes de Bartenheim se blasonnent ainsi : « D'or au crampon de gueules posé en bande, enfermé dans une couronne de laurier de sinople. » |

Les armoiries de la ville lui ont été attribuées dès la fin du XVIIe siècle.